# Eskebornit
Eskebornit ist ein selten vorkommendes Mineral aus der Mineralklasse der „Sulfide und Sulfosalze“ mit der chemischen Zusammensetzung CuFeSe2 und damit chemisch gesehen ein Kupfer-Eisen-Selenid. Als enge Verwandte der Sulfide werden die Selenide in dieselbe Klasse eingeordnet.
Eskeborenit kristallisiert im tetragonalen Kristallsystem und entwickelt dicktafelige, bis zu einem Millimeter große Kristalle, findet sich aber meist in Form körniger Mineral-Aggregate und ist typischerweise mit anderen Seleniden verwachsen. Das Mineral ist in jeder Form undurchsichtig (opak) und zeigt auf den Oberflächen der im frischen Zustand messinggelben Kristalle einen metallischen Glanz. Mit der Zeit laufen die Oberflächen allerdings dunkelbraun bis schwarz an. Auch die Strichfarbe von Eskebornit ist schwarz.

## Etymologie und Geschichte
Erstmals erwähnt wurde das Mineral 1950 von Paul Ramdohr in einem Bericht über Neue Erzmineralien im Fachmagazin Fortschritte der Mineralogie. Demnach hatte Ramdohr es auf einer alten Erzstufe entdeckt, das 1824 aus dem Hauptschacht des „Eskeborner Stollens“ bei Tilkerode im Landkreis Mansfeld-Südharz (Sachsen-Anhalt) gefördert worden sein soll. Ramdohr hielt das neu entdeckte Mineral zunächst für reines Eisenselenid (FeSe) und nannte es nach dessen Typlokalität Eskebornit. Eine Analyse durch Peacock, dem Ramdohr bereits 1948 etwas von dem Typmaterial aus Tilkerode geschickt hatte, ergab allerdings, dass an der Verbindung von Eskebornit auch Kupfer beteiligt ist.
Ramdohrs Angabe der Typlokalität wurde allerdings von Gerhard Tischendorf, der 1960 ebenfalls Selenide von Tilkerode untersuchte, stark bezweifelt. Einen Hauptschacht gab es nicht im Eskeborner Stollen, wohl aber im benachbarten „Eine-Stollen“ nahe dem gleichnamigen Fluss. Zudem wurden am Eskaborner Berg erst ab 1825 erste Selenidfunde gemeldet, im Eine-Stollen-Revier aber schon zwischen 1821 und 1824 (teilweise auch schon vor 1795). Des Weiteren fand Tischendorf nur in alten Proben aus dem Eine-Stollen-Revier Eskebornit, nicht aber in denen vom Eskeborner Berg. Zu der Fehlbezeichnung kann es aber gekommen sein, weil die Reviere im Tilkeröder Grubenbezirk sehr klein sind und dicht beieinander liegen. Anhand von synthetisch hergestelltem Eskebornit grenzte Tischendorf die chemische Zusammensetzung zwischen Cu0,43Fe0,61Se und Cu0,55Fe0,55Se fest.
Die aktuell akzeptierte und auch von der International Mineralogical Association (IMA) anerkannte chemische Zusammensetzung CuFeSe2 wurde 1971 von D. C. Harris und Ernst A. J. Burke an Eskebornit-Proben von zwei Fundstellen aus dem Gebiet um den Athabascasee in der kanadischen Provinz Saskatchewan ermittelt. Das Diffraktogramm (Röntgenpulverdaten) stimmte zudem mit den Werten von Tischendorf für Eskebornit von Tilkerode überein. Die chemische Zusammensetzung wurde 1988 noch einmal von Zdeněk Johan (1935–2016) bestätigt.
Das Typmaterial des Minerals wird im Natural History Museum in London (England) unter der Katalog-Nr. 1948,325 und an der Harvard University in Cambridge (Massachusetts) unter der Katalog-Nr. 98902 aufbewahrt.

## Klassifikation
In der veralteten 8. Auflage der Mineralsystematik nach Strunz ist Eskebornit noch nicht verzeichnet. Allerdings wird er im Register als 1950 von Ramdohr beschriebenes Mineral erwähnt.
Im zuletzt 2018 überarbeiteten und aktualisierten Lapis-Mineralienverzeichnis nach Stefan Weiß, das sich im Aufbau noch nach dieser alten Form der Systematik von Karl Hugo Strunz richtet, erhielt das Mineral die System- und Mineral-Nr. II/C.03-020. In der „Lapis-Systematik“ entspricht dies der Klasse der „Sulfide und Sulfosalze“ und dort der Abteilung „Sulfide mit [dem Stoffmengenverhältnis] Metall : S,Se,Te ≈ 1 : 1“, wo Eskebornit zusammen mit Chalkopyrit, Gallit, Laforêtit, Lenait, Roquesit (ehemals Roquésit) und Shenzhuangit die „Chalkopyrit-Gruppe“ (II/C.03) bildet.
Die von der International Mineralogical Association (IMA) zuletzt 2009 aktualisierte 9. Auflage der Strunz’schen Mineralsystematik ordnet den Eskebornit in die Abteilung der „Metallsulfide, M : S = 1 : 1 (und ähnliche)“ ein. Diese ist weiter unterteilt nach den in der Verbindung vorherrschenden Metallen, so dass das Mineral entsprechend seiner Zusammensetzung in der Unterabteilung „mit Zink (Zn), Eisen (Fe), Kupfer (Cu), Silber (Ag) usw.“ zu finden ist, wo es zusammen mit Chalkopyrit, Gallit, Laforêtit, Lenait und Roquesit „Chalkopyritgruppe“ mit der System-Nr. 2.CB.10a bildet.
In der vorwiegend im englischen Sprachraum gebräuchlichen Systematik der Minerale nach Dana hat Eskebornit die System- und Mineralnummer 02.09.01.02. Dies entspricht ebenfalls der Klasse der „Sulfide und Sulfosalze“ und dort in die Abteilung der „Sulfidminerale“. Hier ist Eskebornit in der „Chalkopyritgruppe (Tetragonal: I42d)“ mit der System-Nr. 02.09.01 innerhalb der Unterabteilung „Sulfide – einschließlich Selenide und Telluride – mit der Zusammensetzung AmBnXp, mit (m+n) : p = 1 : 1“ zu finden.

## Chemismus
Die idealisierte chemische Zusammensetzung von Eskebornit (CuFeSe2) besteht im Verhältnis aus je einem Atom Kupfer (Cu) und Eisen (Fe) sowie zwei Atomen Selen (Se). Dies entspricht einem Massenanteil (Gewichts-%) von 22,91 Gew.-% Cu, 20,14 Gew.-% Fe und 56,95 Gew.-% Se.
Die Ergebnisse der Mikrosondenanalyse an natürlichen Proben aus der Martin Lake Mine nahe dem Athabascasee in Kanada wichen mit einer Zusammensetzung von 23,62 Gew.-% Cu, 19,75 Gew.-% Fe und 55,96 Gew.-% Se nur leicht von der idealen Zusammensetzung ab. Ähnliche Proben aus der Lagerstätte Předbořice in Tschechien enthielten dagegen zusätzlich Spuren von 0,05 Gew.-% Silber (Ag) und 0,02 Gew.-% Schwefel (S).

## Kristallstruktur
Eskebornit kristallisiert in der tetragonalen Raumgruppe P42c (Raumgruppen-Nr. 112) mit den Gitterparametern a = 5,53 Å und c = 10,48 Å sowie vier Formeleinheiten pro Elementarzelle.

## Bildung und Fundorte
Eskebornit bildet sich niedriggradigen hydrothermalen Selenerz-Gang-Lagerstätten. Auf den Mineralproben aus der Typlokalität Eskeborner Stollen bei Tilkerode fanden sich als Begleitminerale vor allem Clausthalit und Naumannit, aber auch Berzelianit, Klockmannit, Umangit und Tiemannit in kleinen Klüften einer hauptsächlich aus Dolomit bestehenden Gangmasse. Als Nachweis für die niedrigen Bildungstemperaturen diente vor allem Naumannit, da dieser keine Umwandlungslamellen zeigte und daher bei unter 133 °C entstanden sein musste. Als jüngste Bildung der Eskeborner Mineralfolge trat hier zudem Chalkopyrit in traubig-nieriger Form auf, was ebenfalls auf niedrige Temperaturen bei der Mineralbildung hinwies.
Als seltene Mineralbildung konnte Eskebornit nur an wenigen Orten nachgewiesen werden, wobei weltweit bisher rund 30 Fundorte dokumentiert sind (Stand 2020). Außer an seiner Typlokalität im Tilkeroder Bergbaurevier, wo als weitere Begleitminerale noch Ankerit, Geffroyit und Uraninit auftraten, fand sich das Mineral in Deutschland noch in einem ebenfalls in Sachsen-Anhalt bei Rieder (Ballenstedt) liegenden Grauwacke-Steinbruch, in der Blei- und Zink-Grube Charlotte bei Clausthal-Zellerfeld und der Eisenerz-Grube Weintraube bei Lerbach (Osterode am Harz) in Niedersachsen sowie im Gangzug „Ruhmvoll“ (Schacht 366) bei Alberoda und dem Lagerstättenrevier Schlema-Alberoda-Hartenstein in Sachsen auf. Zur Paragenese der Schlema-Hartenstein-Mineralisation gehören weitere Selenide wie unter anderem Berzelianit, Bukovit, Eukairit, Mgriit, Permingeatit und Umangit.
Das seltene Kupfer-Eisen-Arsen-Selenid Chaméanit als Begleitmineral von Eskebornit kennt man aus der Uranlagerstätte Chaméane in der französischen Gemeinde Le Vernet-Chaméane, der Tumiñico Mine in der Sierra de Cacho der argentinischen Provinz La Rioja und aus der Lagerstätte Předbořice bei Kovářov in der tschechischen Region Jihočeský kraj (Südböhmen).
Weitere bekannte Fundorte sind unter anderem das Gebiet um Rockhole am South Alligator River im Northern Territory von Australien, die El Dragón Mine in der bolivianischen Provinz Antonio Quijarro (Potosí), die Gemeinde Iwajlowgrad in Bulgarien, der Autonome Bezirk Enshi der chinesischen Provinz Hubei, das Gebiet um den Beaverlodge Lake in der kanadischen Provinz Saskatchewan, Kletno in der Woiwodschaft Niederschlesien in Polen, die Uran-Vanadium-Lagerstätte Srednyaya Padma (russisch Средняя Падма) auf der Halbinsel Zaonezhie (russisch Заонежский) in der zur Russischen Föderation gehörenden Republik Karelien sowie Gruben im Garfield County (Colorado) und im Elko County (Colorado) in den Vereinigten Staaten.